# PSR 1257+12 D
PSR 1257+12 D (PSR 1257+12 e) – hipotetyczny obiekt w układzie planetarnym pulsara Lich (PSR 1257+12). Nowe analizy danych obserwacyjnych przeczą jego istnieniu.

## Historia badań
Sygnał zinterpretowany jako czwarte ciało w układzie pulsara został zaobserwowany pierwszy raz w roku 1996. Początkowo odkrywcy sądzili, że odpowiada za niego gazowy olbrzym, krążący dalej niż 40 j.a. od gwiazdy.
Późniejsze analizy spowodowały korektę hipotezy. Uznano, że ciało to krąży w odległości 2,7 j.a. i jest znacznie mniejsze: masa PSR 1257+12 D była szacowana na pięciokrotnie mniejsza od masy Plutona. Postawiono nawet hipotezę, według której PSR 1257+12 D jest największym ciałem z pasa ciał okrążającego pulsar, analogicznego do Pasa Kuipera znajdującego się w Układzie Słonecznym.
Ostatecznie stwierdzono, że analizowany sygnał nie ma charakteru periodycznego i jego źródłem jest zachowanie samego pulsara. W świetle dostępnych danych w układzie PSR 1257+12 nie ma czwartej planety.